# 유굉 (광릉왕)
광릉왕 유굉(廣陵王 劉宏, ? ~ ?)은 중국 전한의 황족이자 제후왕으로, 마지막 광릉왕이다. 광릉정왕 유수의 아들이다. 아버지가 광릉정왕 17년(6년) 혹은 광릉정왕 20년(10년)에 죽자 광릉왕을 계승했고, 광릉왕 굉 3년(9년), 곧 왕망이 전한을 멸하고 신나라를 세워 개원한 이듬해에 일괄적으로 제후왕을 공으로 폄하한 데 적용됐으며, 그 이듬해에는 작위를 잃었다.